# Miguel Ángel Pérez Oca
Miguel Ángel Pérez Oca (Alicante, España, 26 de enero de 1944) es un profesor de mercantil, escritor e ilustrador científico español, faceta esta última en la que ha cosechado numerosos galardones. Es autor de una colección, "Imágenes del Universo", que consta de 30 pinturas de tema astronómico, expuestas en Alicante, Murcia, Valencia y Lleida, y adquiridas en 1994 por el Museo de la Ciencia de Barcelona, donde fueron expuestas de 2004 a 2006 y en otras ocasiones.
En 2003, la Secretaría de Educación Pública de México adquirió 65000 ejemplares de su novela El libro secreto de Copérnico.
En 2007 ganó la IV edición del Premio Literario Pou de la Neu de cuentos con su narración "La última neu".
En 2017 ganó el I Premio de Novela de Ciencia Ficción "Ciudad del Conocimiento" con su novela El silencio de las estrellas.
Su obra como escritor abarca diferentes temáticas y estilos literarios: ensayo (histórico e histórico-científico), novela histórica y ciencia ficción.
También ha sido colaborador de los programas radiofónicos "Hoy por hoy" de la Cadena SER y "Alicante en la Onda", de Onda 0.

## Obra
- Giordano Bruno, el loco de las estrellas (Equipo Sirius, S.A, 2000). Primer libro de la Trilogía Copernicana.
- El libro secreto de Copérnico  (Equipo Sirius, S.A. 2001). Segundo libro de la Trilogía Copernicana.
- Nuestros señores químicos (Equipo Sirius, S.A. 2001).
- Tomo, el librero (Equipo Sirius, S.A. 2002). Tercer libro de la Trilogía Copernicana.
- Los viajes del Padre Pinzón (Transversal, 2004).
- 25 de mayo, la tragedia olvidada (ECU, 2005).
- La última Neu (Hotel Restaurante Pou de la Neu, 2007)
- El telescopio (ECU, 2008).
- La cruz ausente (ECU, 2010).
- El suicida feliz (ECU, 2013)
- Alicante, biografía de una ciudad (Temporae, 2014)
- El silencio de las estrellas (Premium Editorial, 2017)
- ¿Qué soy yo? la gran pregunta (Letrame 2019)
- Adana, la mujer perfecta (ECU, 2020)